# Barra de Santa Rosa
Pour les articles homonymes, voir Barra et Santa Rosa.
Barra de Santa Rosa est une ville brésilienne de l'est de l'État de la Paraíba.
Sa population était estimée à 12 848 habitants en 2007. La municipalité s'étend sur 825 km2.